# Янка Каневчева
Юстиниана (Янка, Яна) Апостолова Герджикова, по баща Каневчева, е българска революционерка, деятелка на Вътрешната македоно-одринска революционна организация.

## Биография
Родена е в Струга (тогава в Османската империя), а според друг източник, в Охрид в 1878 година. Дъщеря е на Елисавета Балева и Апостол Ангелов Каневчев, рибар в Струга, първи братовчед по майчина линия на Кузман Шапкарев. Яким Балев и е вуйчо.
По-късно родителите ѝ се преместват в София, където тя завършва гимназия в 1896 година и продължава да следва философия в Софийския университет. Братовчед ѝ Климент Шапкарев я запознава с Гоце Делчев, под чието влияние попада и влиза във ВМОРО.
В 1900 година участва в заговор заедно с Делчев, Гьорче Петров и Борис Сарафов за отвличането на Никола Гешов, сина на Иван Евстратиев Гешов, който обаче се проваля, тъй като семейство Гешови заминава за Париж. По време на аферата „Мис Стоун“, тя пренася парите от откупа от София в Солун.
Учителства последователно в село Просечен, Скопие и Самоков. Според някои сведения от 1900 до 1904 година Каневчева преподава в Скопското българско девическо училище, но в запазените списъци на това училище от периода 1901 и 1902 името ѝ не фигурира.  В Скопие Каневчева участва в революционната женска група „Света Троица“ на учителката Славка Чакърова-Пушкарова от Струга, заедно с Люба Кюпева от Велес и Амалия Примджанова, по-късно съпруга на Климент Шапкарев. Тъй като възпитателки учителките квартируват в пансиона, революционерите използват квартирата им за главна квартира по време на Илинденското въстание. Каневчева отговаря за вкарването на храна, дрехи и оръжие. Учителките поддържат връзка с консулите на великите сили, и особено с руския Андрей Манделщам, които информират за хода на въстанието.
В 1904 година Екзархията я мести в Одрин. Каневчева първоначално отказва, но по-късно по нареждане на ВМОРО напуска Скопие и преподава в Самоков, Битоля, Одрин, Просечен, Плевня, Тиквеш, като навсякъде се включва в революционното движение.
Според някои сведения Каневчева е любима на Гоце Делчев. След смъртта на Гоце Делчев, в 1907 година Каневчева свързва живота си с Михаил Герджиков. Имат една дъщеря – Магдалина. Женят се в 1915 година, преди заминаването му за фронта, кумове са им Туше Делииванов и жена му Божия. По-късно се преместват да живеят в Пловдив.
Умира в 1920 година от туберкулоза в Пловдив или София.